# Clay Marzo
Clay Marzo (San Diego, 17 de juliol de 1989) és un surfista professional estatunidenc conegut pel seu estil únic de «doble flexió» de girs. Va créixer a Lahaina, Maui (Hawaii), on resideix actualment. Marzo ha estat aclamat per la seva creativitat i innovació com a jove surfista, i ha aparegut en diverses pel·lícules.

## Carrera
Clay Marzo va començar a practicar surf i natació competitivament a una edat primerenca. Quan tenia 10 anys, va guanyar l'esdeveniment de 200 metres d'estil lliure en els Campionats anuals de Natació de l'Estat de Hawaii. Als 11 anys, va aconseguir la tercera posició en la competició nacional de la National Scholastic Surfing Association (NSSA) i va signar un contracte professional amb l'equip Quiksilver. Quan Marzo tenia 15 anys, es va convertir en el primer surfista a rebre dos perfectes 10 en la història de la NSSA i va guanyar el títol nacional de la NSSA. El 2005, Marzo es va convertir en el campió nacional infantil de l'Open NSSA. Els seus altres èxits inclouen ser nominat per a la maniobra de l'any en els Surfer Poll Awards 2007, i Water Man of the Year en 2006.
Marzo ha aparegut, junt amb altres surfistes notables com Kelly Slater, Julian Wilson i Dane Reynolds, com a membre del Young Guns de Quiksilver en la segona i tercera pel·lícula de la sèrie. Altres pel·lícules inclouen Stranger than Fiction, Today Tomorrow, un episodi d'ESPN's E:60. El 2008 va ser presentat en una pel·lícula documental titulada Clay Marzo: Just Add Water, dirigida per Jamie Tlerney i Strider Wasilewski, que explora el surf de Marzo i la seva experiència com a persona amb la síndrome d'Asperger.
Els patrocinadors de Marzo inclouen JSLV, Carve, Skullcandy, SPY Optic, Future, Creatures of Leisure, Vestal, Rockstar Energy, i Komunity Project.

## Vida personal
Marzo va ser diagnosticat amb síndrome d'Asperger al desembre de 2007. Fins llavors, el seu comportament poc convencional a casa i al seu entorn sovint era mal entès pels que l'envoltaven. Marzo no connectava bé a l'escola o amb els seus seguidors o patrocinadors, no participa amb les normes esperades en les competicions de surf, i és conegut per ser dolorosament honest. Marzo se centra intensament en el seu esport i ha estat descrit com a intuïtiu i expressiu a l'aigua. Es veu constantment fregant les mans juntes a un ritme ràpid. Marzo és voluntari del Surfers Healing, una organització sense ànim de lucre de Malibu (Califòrnia), que anima als nens amb autisme per practicar surf a campaments als Estats Units i el Canadà.